# Cadre-71/2-Weltmeisterschaft 1966

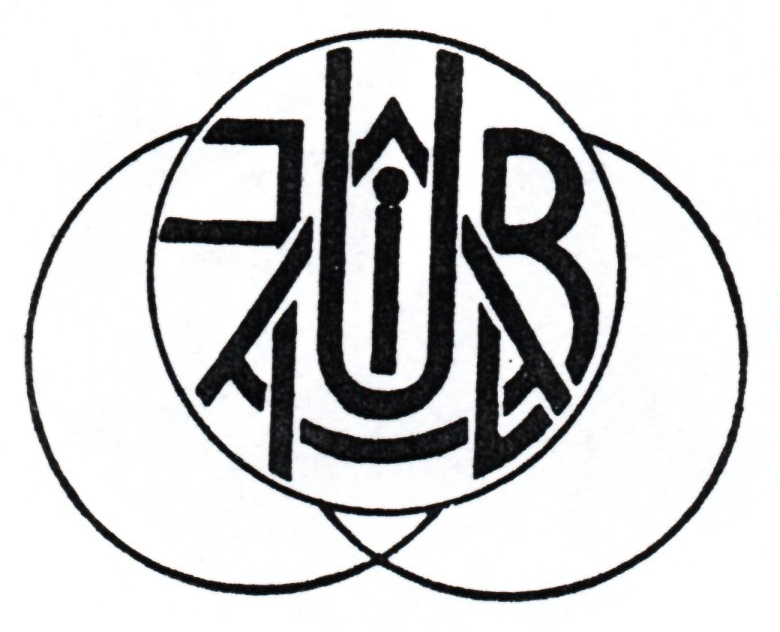
Logo UIFAB (ausrichtender Verband)

Veranstaltungsort: Duisburg

Die Cadre-71/2-Weltmeisterschaft 1966 war die 14. Cadre-71/2-Weltmeisterschaft. Das Turnier fand vom 10. bis zum 13. März 1966 in Duisburg statt. Es war die vierte Cadre-71/2-Weltmeisterschaft in Deutschland.

## Geschichte
Mit dem Sieg des reamateurisierten Franzosen Jean Marty endete die 14. Cadre 71/2 Weltmeisterschaft. Nach Carl Foerster (1930) und Walter Lütgehetmann (1959) konnte mit  Siegfried Spielmann der dritte Deutsche eine Silbermedaille gewinnen. Der österreichische Titelträger von 1965 bestätigte mit Platz drei seine Qualität in dieser Disziplin des Karambolsports.  Vor Turnierbeginn war aber ein anderer der Topfavorit. Raymond Ceulemans kam als amtierender Fünfkampf-Weltmeister und hatte im Ausgangsklassement mit 51,08 den besten Generaldurchschnitt (GD) vorgelegt. Aber gleich in seiner ersten Partie gegen den Argentinier Osvaldo Berardi gab es eine überraschende 64:300-Niederlage in sechs Aufnahmen. In den Durchgängen fünf und sechs folgten Niederlagen gegen Scherz und Scholte. Damit war der Weg frei für Marty, den Ceulemans im letzten Durchgang mit 300:103 in sechs Aufnahmen bezwingen konnte.

## Turniermodus
Es wurde eine Finalrunde im Round Robin System bis 300 Punkte gespielt. Bei MP-Gleichstand wird in folgender Reihenfolge gewertet:
1. MP = Matchpunkte
2. GD = Generaldurchschnitt
3. HS = Höchstserie

## Abschlusstabelle

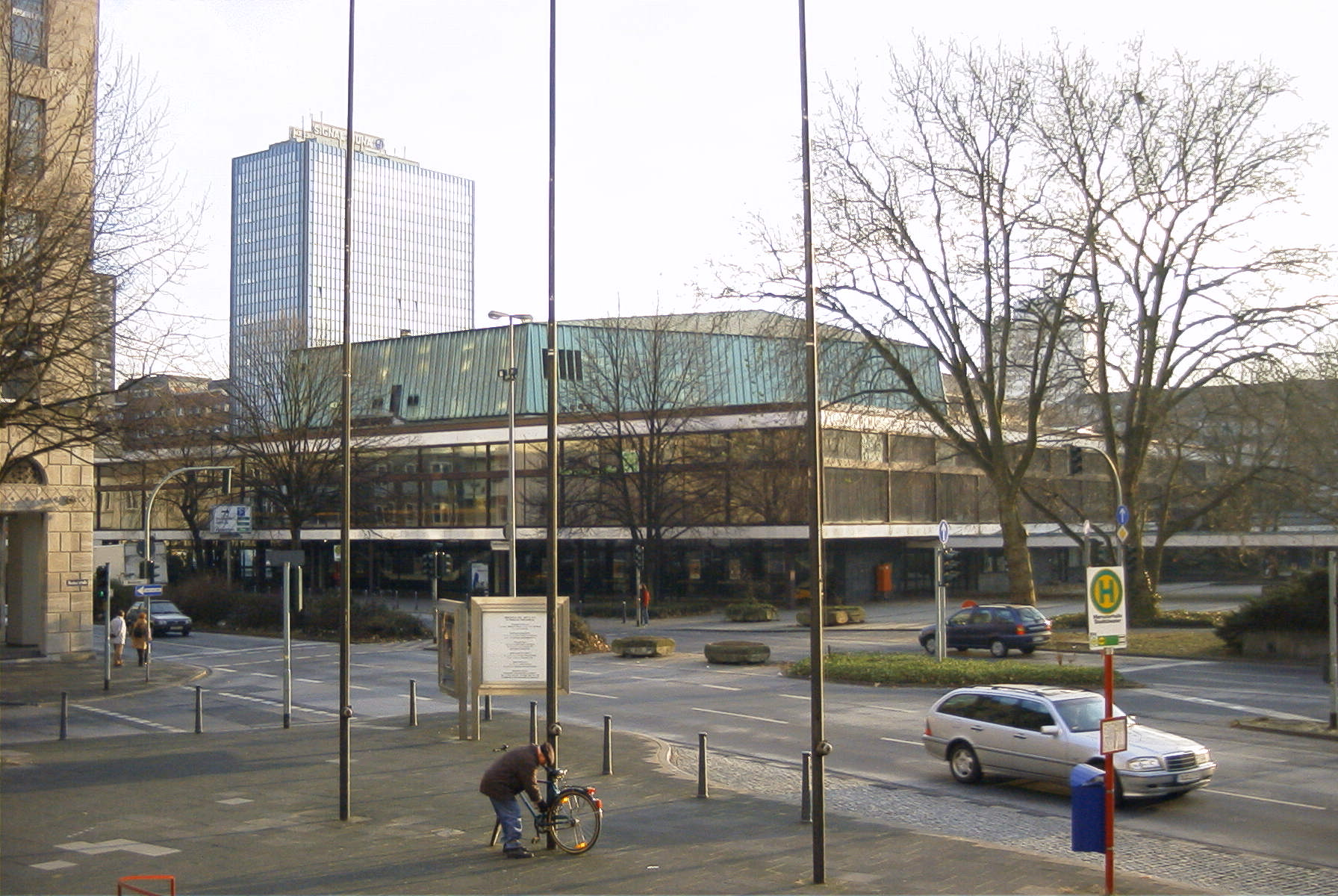
Alte Mercatorhalle (Abriss: 2005)

| MP    | Match Points (Sieger = 2; Unentschieden = 1; Verlierer = 0) |
| Pkte. | Erzielte Karambolagen                                       |
| Aufn. | Benötigte Versuche                                          |
| GD    | Generaldurchschnitt                                         |
| BED   | Bester Einzeldurchschnitt eines Spielers                    |
| HS    | Höchstserie                                                 |
|       | Bester GD des Turniers                                      |
|       | Bester ED des Turniers                                      |
|       | Beste HS des Turniers                                       |
|       | 1. Platz (Gold)                                             |
|       | 2. Platz (Silber)                                           |
|       | 3. Platz (Bronze)                                           |

| Platz                      | Name                | MP   | Pkte. | Aufn. | GD    | BED   | HS  |
| -------------------------- | ------------------- | ---- | ----- | ----- | ----- | ----- | --- |
| 1                          | Jean Marty          | 10:4 | 1781  | 70    | 25,44 | 60,00 | 156 |
| 2                          | Siegfried Spielmann | 10:4 | 1636  | 91    | 17,97 | 23,07 | 129 |
| 3                          | Johann Scherz       | 9:5  | 1992  | 107   | 18,61 | 33,33 | 113 |
| 4                          | Raymond Ceulemans   | 8:6  | 1716  | 64    | 26,81 | 50,00 | 177 |
| 5                          | Osvaldo Berardi     | 8:6  | 1693  | 119   | 14,22 | 50,00 | 137 |
| 6                          | José Gálvez         | 5:9  | 1708  | 133   | 12,84 | 18,75 | 79  |
| 7                          | Henk Scholte        | 4:10 | 1697  | 101   | 16,80 | 33,33 | 101 |
| 8                          | Ernst Rudolph       | 2:12 | 1216  | 121   | 10,04 | 11,11 | 61  |
| Turnierdurchschnitt: 16,67 |                     |      |       |       |       |       |     |